# Потапенко, Павел Сафронович
Павел Сафронович Потапенко (1924—1978) — советский военнослужащий. В Рабоче-крестьянской Красной Армии служил с июля 1941 года по февраль 1946 года (с перерывом). Участник Великой Отечественной войны. Полный кавалер ордена Славы. Воинское звание — гвардии старшина.

## Биография

### До войны
Павел Сафронович Потапенко родился 21 декабря 1924 года в селе Кузьминцы Гайсинского округа Подольской губернии Украинской ССР СССР (ныне село Гайсинского района Винницкой области Украины) в крестьянской семье. Украинец. Окончил начальную школу в 1937 году. До войны работал в местном колхозе.
К началу Великой Отечественной войны Павлу Потапенко ещё не исполнилось и 17 лет. По закону призыву он не подлежал, но после того, как в Гайсинском районном военкомате ему отказали, юноша проявил настойчивость и обратился в Винницу, в областной военкомат. Враг уже приближался к Виннице, и оставлять в немецком тылу молодого человека, срок призыва которого наступал менее чем через полгода, военком счёл нецелесообразным. В июле 1941 года П. С. Потапенко был призван на военную службу и был направлен в тыл, в учебный стрелковый полк, где до достижения призывного возраста проходил военную подготовку.

### На фронтах Великой Отечественной войны
Зимой 1942 года красноармеец Потапенко был направлен для прохождения службы на Южный фронт, в 12-ю армию, где его определили стрелком в 78-й стрелковый полк 74-й стрелковой дивизии. Но повоевал молодой боец не долго. Положение на фронтах было тяжёлое, а немцы активно разбрасывали листовки с призывом к красноармейцам сдаваться в плен, обещая им сохранение жизни, хорошие условия содержания и скорое окончание войны. Случаи дезертирства в частях Красной Армии в этот период не были редкостью, поэтому, когда в ночь со 2 на 3 марта 1942 года с боевых позиций у села Мануиловка пропали очередные два бойца младший сержант А. Ф. Бондарчук и красноармеец П. С. Потапенко, их тоже записали в дезертиры, о чём были составлены соответствующие донесения. Позднее, однако, выяснилось, что оба солдата были захвачены в плен немецкой разведгруппой. После допросов их отправили в лагерь для военнопленных.
Сведения о пребывании П. С. Потапенко в немецком тылу несколько разнятся. Согласно одним данным, Павлу Сафроновичу удалось бежать и перейти линию фронта. После проверки его зачислили стрелком в 189-й гвардейский стрелковый полк 61-й гвардейской стрелковой дивизии, в составе которого он освобождал Украину, пройдя боевой путь от Славянска до Одессы. Согласно другим данным, на апрель 1944 года П. С. Потапенко находился в Одессе и вторично был призван в Красную Армию 11 апреля, на следующий день после освобождения города.
После взятия Одессы Потапенко в составе своего подразделения принимал участие в разгроме румынских войск в южной Молдавии, освобождал город Каушаны. Затем он участвовал в боевых операциях на территории Румынии и Болгарии. В ноябре 1944 года 61-я гвардейская стрелковая дивизия была переброшена на Дунай и 26 числа в составе 6-го гвардейского стрелкового корпуса введена на объединённый апатинско-батинский плацдарм. Гвардии младший сержант П. С. Потапенко, к началу декабря 1944 года командовавший стрелковым отделением 189-го гвардейского стрелкового полка, особенно отличился в боях на территории Венгрии.

### Орден Славы III степени
27 ноября 1944 года войска 57-й армии с захваченного на Дунае плацдарма перешли в решительное наступление и прорвали оборону 2-й венгерской армии. Преследуя отступавшие в беспорядке венгерские войска, 7 декабря части армии взяли крупный опорный пункт противника на левом берегу реки Дравы город Барч, а 9 декабря передовыми частями достигли озера Балатон, таким образом на широком фронте выйдя к сильно укреплённой линии обороны противника, прикрывавшей подступы к нефтяным месторождениям Ловаси и Будафа. Угроза потери нефтепромыслов вынудила немецкое командование перебросить в этот район крупные резервы, в том числе 2-й танковую армию. 9 декабря противник дважды контратаковал позиции 189-го гвардейского стрелкового полка у населённого пункта Бизе (Bize), но гвардейцы майора В. С Лимова не только удержали занимаемые рубежи, но и, отразив вторую контратаку, сами перешли в наступление. На плечах бегущего врага гвардии младший сержант П. С. Потапенко первым ворвался в его расположение и в рукопашной схватке лично уничтожил трёх венгерских солдат. 11 декабря отделение Потапенко стойко отражало мощный натиск неприятеля у станции Кетель (Kethely). Гвардейцы не отступили ни на шаг и отбили две контратаки немецкой и венгерской пехоты, нанеся противнику значительный урон. Лично гвардии младший сержант Потапенко огнём из автомата уничтожил трёх вражеских солдат и одного унтер-офицера. В ходе ожесточённой схватки Павел Сафронович был ранен, но не ушёл с поля боя до тех пор, пока противник не был отброшен на исходные позиции. За проявленные в боях мужество и отвагу приказом от 1 января 1945 года он был награждён орденом Славы 3-й степени.

### Орден Славы II степени
Ранение оказалось лёгким, и П. С. Потапенко быстро вернулся в строй. Тем временем линия фронта на участке 57-й армии стабилизировалась, и командование 3-го Украинского фронта приступило к разработке планов дальнейшего наступления на этом направлении. Необходимо было выяснить замыслы противника, вскрыть на всю глубину устройство его обороны, установить численность и боевой состав немецко-венгерских войск. Активизация разведдеятельности потребовала усиления разведподразделений. При наборе в полковую разведку гвардии младший сержант П. С. Потапенко вызвался добровольцем и был переведён на должность разведчика во взвод разведки. Отличился Павел Сафронович уже в одной из первых своих операций по захвату «языка». В ночь с 1 на 2 февраля 1945 года, действуя в составе группы захвата в районе к востоку от станции Кетель, он первым подобрался к немецкой траншее и, спрыгнув в неё, закидал гранатами блиндаж. Выскочивших оттуда в панике вражеских солдат он погнал по траншее в сторону остальных бойцов группы, истребив при этом не менее трёх из них. Когда контрольный пленный был захвачен, группа начала эвакуацию на свою сторону. Противник пытался организовать преследование, но гвардии младший сержант Потапенко прикрыл отход своих боевых товарищей, уничтожив ещё двух солдат врага. Задание командования было успешно выполнено.
Всего за время боёв к югу от озера Балатон Павел Сафронович участвовал в захвате в общей сложности 20 языков, среди которых оказался командир полка войск СС. За образцовое выполнение боевых заданий командования и проявленные при этом доблесть и отвагу приказом от 3 марта 1945 года разведчик был награждён орденом Славы 2-й степени.

### Орден Славы I степени
Благодаря деятельности советской разведки был своевременно вскрыт замысел наступательной операции противника «Весеннее пробуждение». В результате заранее предпринятых контрмер наступление немецких и венгерских войск на участке обороны 57-й армии почти не имело успеха. Лишь на капошварском направлении ударной группировке противника ужалось продвинуться на несколько километров, но прорвать оборону советских войск на всю глубину ей так и не удалось. Отразив контрудар противника в ходе Балатонской оборонительной операции, войска 2-го и 3-го Украинских фронтов при содействии частей 1-й болгарской армии перешли в наступление рамках Венской операции. 29 марта 1945 года 189-й гвардейский стрелковый полк прорвал оборону противника у станции Кетель и, стремительно продвинувшись вглубь вражеской территории, взял крупный опорный пункт противника село Хахот (Hahot), тем самым перерезав важные транспортные коммуникации 2-й танковой армии вермахта, оборонявшейся в районе Надьканижи. В первых числах апреля гвардейца подполковника В. С. Лимова вышли к венгерско-австрийской границе, где их дальнейшее продвижение было остановлено шквальным пулемётным и автоматным огнём, который противник вёл с господствующей высоты у населённого пункта Перевенец. Группа разведчиков, в состав которой был включён и гвардии младший сержант П. С. Потапенко, получила задачу до начала штурма высоты нарушить огневую систему врага. Незадолго до рассвета разведчики проникли на немецкие позиции. Как только начало светать, Потапенко по приказу командира группы выдвинулся вперёд с целью уточнить обстановку и неожиданно наткнулся на вражеских пулемётчиков. Немцы схватились за оружие, но Павел Сафронович опередил их. Автоматной очередью он сразил трёх солдат неприятеля и завладел пулемётом. В это время, услышав выстрелы, с гребня высоты по разведгруппе открыли огонь немецкие автоматчики. Развернув трофейный пулемёт в сторону врага, Потапенко ураганным огнём заставил немцев вжаться в землю. Под прикрытием пулемётного огня батальоны полка устремились на штурм высоты и быстро овладели ей с минимальными потерями. Враг в этом бою потерял до 30 солдат и офицеров, при этом Павел Сафронович лично истребил 10 из них, а одного офицера захватил в плен.
Прорвав оборону противника, 61-я гвардейская стрелковая дивизия вступила на территорию рейхсгау Штирия. На заключительном этапе войны гвардии младший сержант П. С. Потапенко участвовал в штурме крепости Фельдбах, освобождал город Грац. Боевой путь Павел Сафронович завершил 9 мая 1945 года западнее Граца, где части дивизии встретились с войсками союзников. Через год после окончания Великой Отечественной войны за воинскую доблесть, проявленную во время Венской операции, указом Президиума Верховного Совета СССР от 15 мая 1946 года он был награждён орденом Славы 1-й степени.

### После войны
До февраля 1946 года П. С. Потапенко служил в составе своего полка сначала в Югославии, затем в Румынии. Демобилизовался Павел Сафронович в звании гвардии сержанта, в отставку вышел в звании гвардии старшины. Жил в селе Кузьминцы, затем переехал в Гайсин, где работал сушильщиком дрожжевого цеха на Гайсинском спиртовом заводе. Умер 6 марта 1978 года. Похоронен в городе Гайсине Винницкой области Украины.

## Награды
- Орден Славы 1-й степени (15.05.1946)[1];
- орден Славы 2-й степени (03.03.1945)[8];
- орден Славы 3-й степени (01.01.1945)[9].
- Медали, в том числе:

медаль «За победу над Германией в Великой Отечественной войне 1941-1945 гг.».

## Память
- Именем П. С. Потапенко названа улица в селе Кузьминцы Гайсинского района Винницкой области Украины[1][2][3].

## Документы
- Общедоступный электронный банк документов «Подвиг Народа в Великой Отечественной войне 1941—1945 гг.» Дата обращения: 29 ноября 2014. Архивировано из оригинала 13 марта 2012 года.

Орден Славы 2-й степени.
Орден Славы 3-й степени (представлен к ордену Красной Звезды).
- Обобщенный банк данных «Мемориал». Дата обращения: 29 ноября 2014. Архивировано из оригинала 10 мая 2012 года.

Именной список безвозвратных потерь младшего начальствующего состава и рядового состава 78-го стрелкового полка за период с 1.04.1942 по 10.04.1942 г.
Извещение на красноармейца П. С. Потапенко от 3 апреля 1942 года.